# Stazione di Goriano Sicoli
Stazione di Goriano Sicoli vasútállomás Olaszországban, Goriano Sicoli településen.

## Vasútvonalak
Az állomást az alábbi vasútvonalak érintik:
- Róma–Sulmona–Pescara-vasútvonal

## Kapcsolódó állomások
A vasútállomáshoz az alábbi állomások vannak a legközelebb:
- Stazione di Prezza
- Stazione di Cocullo